# Brzostek (jezioro)
Brzostek – jezioro zlokalizowane na Równinie Wrzesińskiej, w gminie Pobiedziska, na terenie Parku Krajobrazowego Promno, na wschód od wsi Promno.

## Charakterystyka
Akwen całkowicie otoczony lasem. Na południowym brzegu piaszczysta plaża. Nieco na północ dwa leśne parkingi. Brzegami prowadzą szlaki piesze: zielony z Promna-Stacji do Pobiedzisk i niebieski z Promna-Stacji do Wagowa, a także żółta ścieżka nordic walkingu Brzostek - Drążynek.

## Przyroda
W latach 1999–2012 jezioro zarybiano linem, karasiem, karpiem, leszczem, płocią, szczupakiem, węgorzem, okoniem i pstrągiem.